# Scottsville (Nueva York)
Scottsville es una villa ubicada en el condado de Monroe en el estado estadounidense de Nueva York. En el año 2000 tenía una población de 2128 habitantes y una densidad poblacional de 741 personas por km².

## Geografía
Scottsville se encuentra ubicada en las coordenadas 43°01′19″N 77°45′13″O / 43.02194, -77.75361.

## Demografía
Según la Oficina del Censo en 2000 los ingresos medios por hogar en la localidad eran de $52 472, y los ingresos medios por familia eran $61 316. Los hombres tenían unos ingresos medios de $43 250 frente a los $30 781 para las mujeres. La renta per cápita para la localidad era de $24 831. Alrededor del 2.3% de la población estaban por debajo del umbral de pobreza.